# فوتوكينا

شعار فوتوكينا

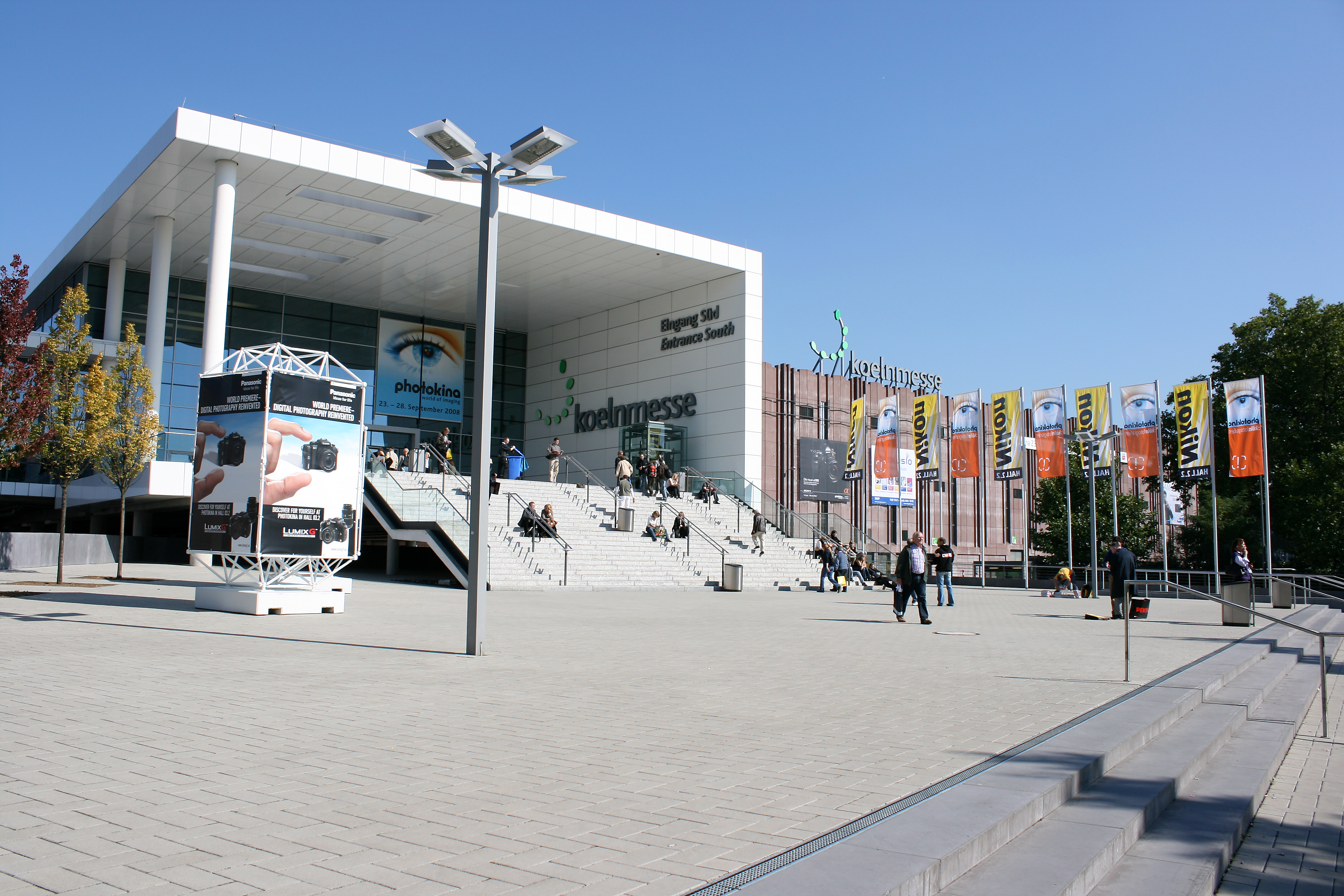
المدخل الجنوبي لمعرض كولونيا التجاري والخاص بفوتوكينا، عام 2008.

فوتوكينا (بالإنجليزية: Photokina)‏هو أكبر معرض تجاري للصور الفوتوغرافية وصناعات التصوير على مستوى العالم. يتم انعقاده في ألمانيا في شهر سبتمبر كل عامين. بدأ المعرض لأول مرة في مدينة كولونيا بألمانيا عام 1950م ومنذ عام 1966، أصبح مركزه هو معرض كويلنميس التجاري حيث يقدم العديد من شركات التصوير والفوتوغرافيا أحدث وأرقى المنتجات والأكثر تطوراً. ويعرض الملتقى أكبر وأهم المتنافسين على مستوى العالم وبشكل سنوي في بلدين متفرقين من العالم وهم سي بي بلس (بالإنجليزية: + CP)‏ بمدينة يوكوهاما، اليابان والثانية PMA@CES، بالولايات المتحدة.